# Mahoning (contea di Armstrong, Pennsylvania)
Mahoning  è una township degli Stati Uniti d'America, nella contea di Armstrong nello Stato della Pennsylvania. Secondo il censimento del 2000 la popolazione è di 1.502 abitanti.

## Società

### Evoluzione demografica
La composizione etnica vede una prevalenza della razza bianca (99,20%), seguita quella afroamericana (0,27%), dati del 2000.
| township di Mahoning Popolazione |       |
| 2000                             | 1.502 |
| Stima al 01-07-07                | 1.438 |